# Cerkiew św. Michała w Pieniężnie
Cerkiew św. Michała w Pieniężnie – cerkiew zbudowana w latach 1620–1622 jako kaplica szpitalna.

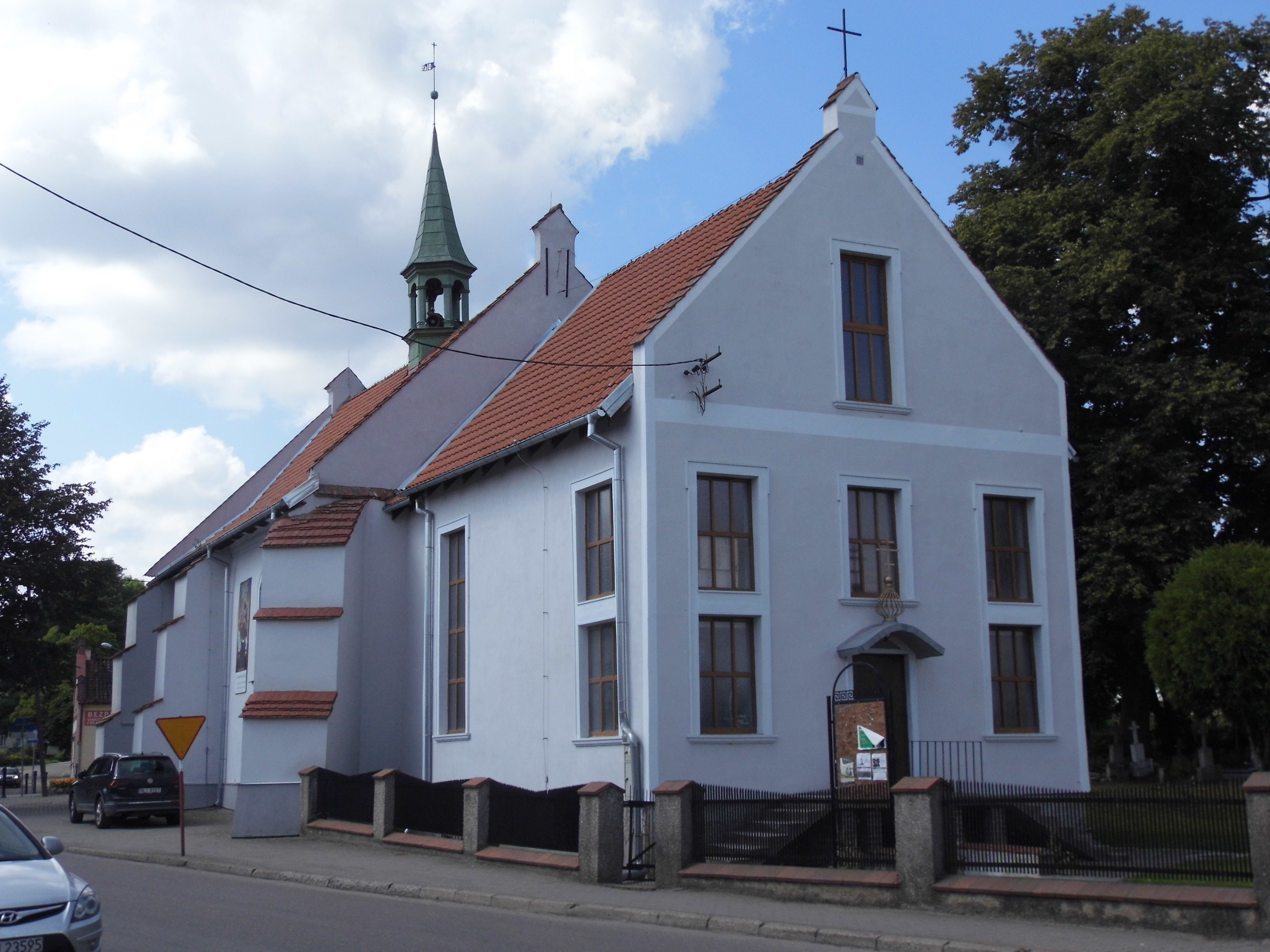

Została konsekrowana w 1700 roku przez biskupa Andrzeja Załuskiego, który nadał jej wezwanie św. Jakuba Starszego i św. Rocha. W roku 1720 przeprowadzono rozbudowę świątyni została dodana elewacja i dobudowana skarpa. Od 1959 świątynia należy do grekokatolików. W latach 1987–1990 świątynia została odremontowana i powiększona. W dobudowanej części cerkwi został zamontowany ikonostas. Został wykonany przez Mirosława Smerka (1935-1995), znanego olsztyńskiego malarza urodzonego we wsi Monastyr koło Jarosławia.
Cerkiew stoi przy skrzyżowaniu ulic Dworcowej i Królewieckiej.